# Límite Greisen-Zatsepin-Kuzmin
En cosmología y física de partículas,  el límite Greisen–Zatsepin–Kuzmin (límite GZK) es un límite superior teórico a la energía de los rayos cósmicos (partículas de alta energía procedentes del espacio) procedentes de fuentes distantes. El límite es 5×1019 electronvoltios (eV), o aproximadamente 8 julios. El límite se debe a interacciones de los protones de los rayos cósmicos con el fondo cósmico de microondas a lo largo de grandes distancias (~160 millones de años luz).  El límite está en el mismo orden de magnitud que los rayos cósmicos más energéticos que se han observado.

## Cálculo del límite GZK
El límite fue calculado de forma independiente en 1966 por Kenneth Greisen, Vadim Kuzmin, y Georgiy Zatsepin, empleando las interacciones de los rayos cósmicos y los fotones del fondo cósmico de microondas (CMB). Predijeron  que los rayos cósmicos con energías por encima de la energía umbral de 5×1019 eV interactuarían con los fotones del CMB {\displaystyle \gamma _{\rm {CMB}}}, desplazados hacia el azul por la velocidad relativa de los rayos cósmicos, para producir piones mediante la resonancia del barión {\displaystyle \Delta },
{\displaystyle \gamma _{\rm {CMB}}+p\rightarrow \Delta ^{+}\rightarrow p+\pi ^{0},}
o
{\displaystyle \gamma _{\rm {CMB}}+p\rightarrow \Delta ^{+}\rightarrow n+\pi ^{+}.}
Los piones producidos de este modo se desintegran en los canales habituales—los piones neutros en fotones, y los piones positivos en fotones, positrones y varios neutrinos. Los neutrones se desintegran en productos similares, de modo que la energía de cualquier protón de rayos cósmicos acaba en la producción de fotones de alta energía más (en algunos casos) pares de electrón-positrón y de neutrinos.
El proceso de producción de piones requiere de una energía mínima mayor que la producción de pares electrón-positrón (producción de leptones)  debido a los protones que colisionan con el CMB, que comienza con rayos cósmicos de unos 1017eV. Sin embargo, la producción de piones emplea el 20 % de la energía de un protón de rayos cósmicos frente al 0,1 % que emplea la producción de leptones. El factor 200 se debe a dos motivos: el pión tiene unas 130 veces la masa de los leptones, y se requiere más energía cinética para mover un pión conservando el momento lineal. Las mayores pérdidas debidas a la producción de piones resultan en que este proceso sea el limitante para la propagación de rayos cósmicos energéticos.
La producción de piones continua hasta que la energía de los rayos cósmicos es menor que el umbral para la producción. Debido al camino libre medio asociado a la interacción, no se deberían observar en la Tierra rayos cósmicos extragalácticos que hayan recorrido más de 50 Mpc (163 millones de años luz) con energías superiores al umbral. Esta distancia se conoce como el horizonte GZK.